# 纳拉扬甘杰市
纳拉扬甘杰市（Narayanganj）为孟加拉国城市，处纳拉扬甘杰县西南角，建镇于1876年9月8日。地理上该市位于布里甘加河东岸，与蒙希甘杰县仅一江之隔。纳拉扬甘杰市原系达卡县下辖镇，1984年纳拉扬甘杰置县后，成为县行政机构驻地。该市为孟加拉国重要的工商业重镇，黄麻生产加工和贸易、纺织业发达。全市总人口230,294人（2001）。